# محمد ابوالحسین ابول
محمد ابوالحسین ابول (بنگالی: মোহাম্মদ আবুল হোসেন আবুল؛ زادهٔ ۲۹ ژوئیهٔ ۱۹۸۳) بازیکن فوتبال اهل بنگلادش بود.
وی همچنین در تیم‌های ملی فوتبال زیر ۲۳ سال بنگلادش و بنگلادش بازی کرده است.